# 肉垂鹤
肉垂鹤（学名：Bugeranus carunculatus），在生物分类学上是鹤科鹤属的一种，分布在非洲大陆撒哈拉沙漠以南地区。